# Jianshan
Jianshan (chinesisch 尖山区, Pinyin Jiānshān Qū) ist ein Stadtbezirk der bezirksfreien Stadt Shuangyashan in der nordostchinesischen Provinz Heilongjiang. Er hat eine Fläche von 118,8 km² und zählt 262.359 Einwohner (Stand: Zensus 2020). 

## Administrative Gliederung
Auf Gemeindeebene setzt sich der Stadtbezirk aus vier Straßenvierteln und einer Gemeinde zusammen. 